# Eva (Mina e Adriano Celentano)
Eva è un singolo dei cantanti italiani Mina e Adriano Celentano pubblicato il 10 novembre 2017 come estratto promozionale del cofanetto-evento Tutte le migliori.

## La canzone
Scritta da Andrea Gallo, e Gigi De Rienzo, la canzone è l'unico inedito della raccolta "Tutte le migliori". Il testo gioca con il biblico peccato originale, raffigurato da Eva, che rappresenta la causa di una colpa, un ricordo lontano a cui imputare le motivazioni dell'attuale infelicità.

## Video musicale
Il videoclip, diretto da Gaetano Morbioli, è stato pubblicato il 15 novembre in esclusiva su La Repubblica, e successivamente caricato anche su Youtube, raggiungendo 19 milioni di visualizzazioni. In stile "quadro di Van Gogh", è un'alternanza di scene registrate con un gruppo di ragazzi e rappresentazioni raffigurate di Mina e Celentano.

## Tracce
- Download digitale

1. "Eva" – 5:12

## Formazione
- Mina - voce
- Adriano Celentano - voce, missaggio
- Mattia Tedesco - chitarra acustica, chitarra elettrica[8]
- Celso Valli - arrangiamento, sintetizzatore, pianoforte, tastiere, direzione
- Paolo Valli - batteria, percussioni
- Andrea Girolamo Gallo - autore del testo
- Gigi De Rienzo - autore della musica
- Pino Pischetola - missaggio
- Giordano Mazzi - programmazione
- Marco Borsatti - registrazione